# کوتو بیچ
کوتو بیچ (به انگلیسی: Coteau Beach) یک منطقهٔ مسکونی در کانادا است که در ساسکاچوان واقع شده‌است. کوتو بیچ ۰٫۵۴ کیلومتر مربع مساحت و ۳۰ نفر جمعیت دارد.